# Xenia umbellata
Xenia umbellata Lamarck, 1816 è un ottocorallo della famiglia Xeniidae.